# Charles Lucas (juriste)
Pour les articles homonymes, voir Charles Lucas et Lucas.
 (mars 2012).
Si vous disposez d'ouvrages ou d'articles de référence ou si vous connaissez des sites web de qualité traitant du thème abordé ici, merci de compléter l'article en donnant les références utiles à sa vérifiabilité et en les liant à la section « Notes et références ».
Charles Lucas (Saint-Brieuc, 9 mai 1803 - Paris, 20 décembre 1889) est un criminaliste, jurisconsulte et administrateur français, auteur d’un grand nombre d’ouvrages et d’articles sur l’abolition de la peine de mort, la théorie de l’emprisonnement préventif, répressif et pénitentiaire, et enfin la civilisation de la guerre.

## Biographie

### Sa jeunesse (1803-1830)

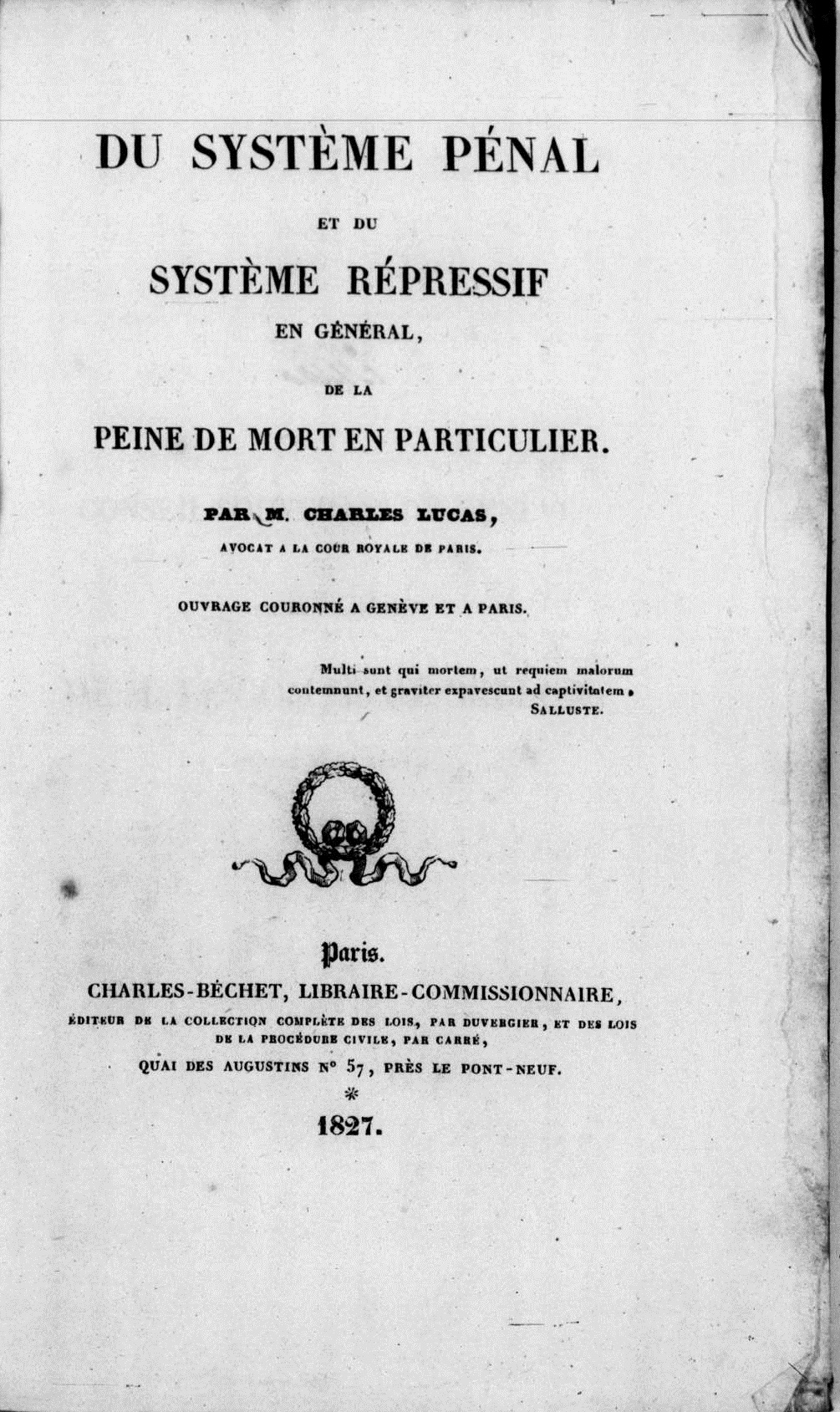
Du systeme penal et du systeme repressif en general, de la peine de mort en particulier, 1827

Charles Lucas est né à Saint-Brieuc, dans une famille de notables. Son père, Antoine Charles Lucas, après une longue carrière administrative, possède une fortune qui lui permet d’envoyer le jeune Lucas terminer ses études à Paris.
Charles Lucas est élève au collège royal de Bourbon. Il compose, étant encore élève, des vers sur la naissance du duc de Bordeaux, le 29 septembre 1820, et le proviseur les fait mettre sous les yeux du roi, ainsi que d'autres pièces sur le même sujet. En 1821, il s’inscrit à l’École de Droit.
Attaché aux idées libérales, nourri de la philosophie des Lumières[réf. nécessaire], il publie très tôt des mémoires politiques et juridiques, et s’intéresse à l’histoire et à l’économie sociale. Il est reçu avocat à la Cour royale de Paris en 1825.
En 1826, deux concours sont ouverts sur la question de la légitimité et de l'efficacité de la peine de mort, l'un à l'initiative du comte de Sellon à Genève, l'autre à l'initiative de la Société de morale chrétienne de Paris. Lucas se présente aux deux concours, avec un ouvrage intitulé Du système pénal et de la peine de mort. Il s'y affiche comme farouche abolitionniste, s'appuyant sur l'idée philosophique d'inviolabilité de la vie humaine. Pour démontrer l'inefficacité dissuasive et préventive de la peine de mort, il utilise les données de la statistique criminelle et les annales judiciaires. Selon lui, la peine capitale peut et doit être remplacée par l'emprisonnement. Sa démonstration est remarquée. Il remporte les deux concours et son ouvrage est traduit en plusieurs langues.[réf. nécessaire]
Au lendemain des Trois Glorieuses, à l'occasion du procès des ministres de Charles X, Lucas adresse à la Chambre des députés une pétition, signée par d'éminents membres du barreau de Paris, réclamant la mise en place des deux réformes prescrites dans son ouvrage : l'abolition de la peine de mort et son remplacement par le régime pénitentiaire. La motion de Victor Destutt de Tracy en faveur de l'abolition de la peine de mort, développée en août 1830 à la Chambre des députés, s'inspire de la pétition de Lucas, de même que l'adresse au roi votée par la Chambre dans laquelle celle-ci propose un projet de loi abolitif en matière politique.

### Inspecteur général des prisons (1830-1865)

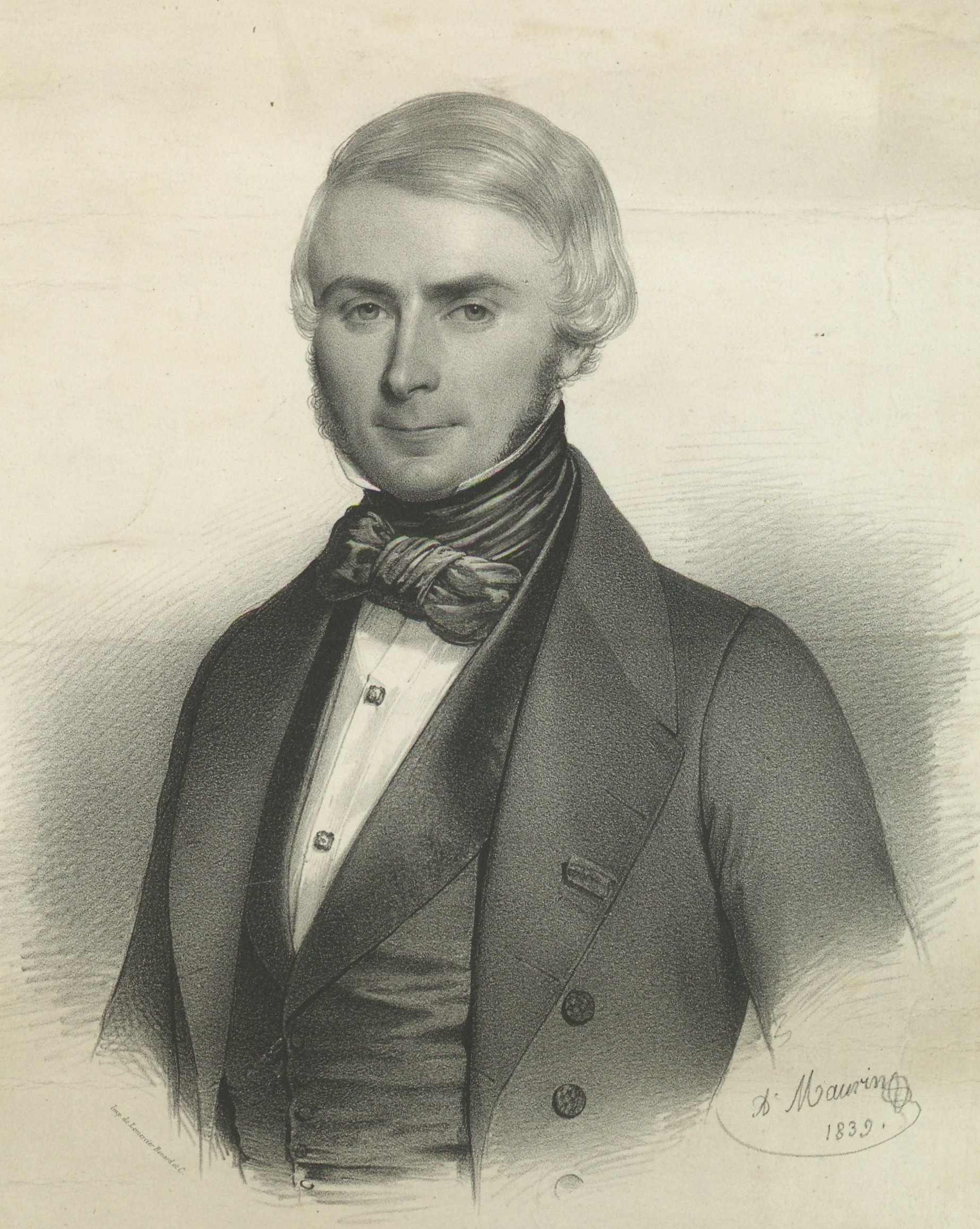
Portrait de Charles Lucas, 1839

Remarqué pour ses écrits sur l’abolition de la peine de mort et le système pénitentiaire, Charles Lucas est nommé, au lendemain de la Révolution de Juillet, inspecteur général des prisons (1830-1865).
Une société se forme en 1833, à l'instar, mais sur de plus larges bases, d'un établissement semblable déjà fondé à Strasbourg. Des hommes bienfaisants, pairs de France, députés, conseillers d'État, magistrats, citoyens de tout rang et de toute condition, répondant à l'appel de Charles Lucas, se réunissent avec la louable intention de mettre leurs efforts en commun, pour maintenir dans les habitudes d'une vie honnête et laborieuse les enfants du sexe masculin sortis de la maison d'éducation correctionnelle de la Seine, soit avant, soit après leur libération, et qui leur seront remis par l'autorité administrative, aux conditions réglées par le ministre de l'intérieur.
En 1834 Charles Lucas, à qui une expérience assidue, des ouvrages remarquables sur les questions pénitentiaires, et d'importants services rendus dans l'inspection de nos prisons, donnent une véritable autorité en ces matières, condamne à la fois le double système américain, ainsi que celui de M. Faucher ; et il en propose à son tour un nouveau[réf. non conforme].
Peu après, Lucas rassemble les débats de la Chambre, y joint ceux des précédentes assemblées et publie un Recueil des Débats des Assemblées législatives de la France sur la question de la peine de mort (1831), afin « de prendre acte, au nom de l'humanité, des engagements et des résultats obtenus ».
Arthus Barthélémy Vingtrinier réclame, en 1836, dans une note sur la société de patronage rouennaise, la séparation des jeunes détenus et des aliénés. Au silence rédempteur de la Petite-Roquette va se substituer bientôt la « nature rédemptrice », avec la création des colonies agricoles qui inaugurent un espace hors de la prison pour les mineurs de justice. Ce concept est inspiré des propositions de Charles Lucas[réf. nécessaire], inspecteur général des prisons, et illustré par la célèbre maison de rééducation de Mettray, près de Tours.
Charles Lucas a eu un rôle important dans la création d'une congrégation spécialisée dans la garde des détenues, les sœurs de Marie-Joseph pour les prisons, issues en 1841 d'une scission d'avec les sœurs de Saint-Joseph de Lyon.

### Académie des sciences morales et politiques

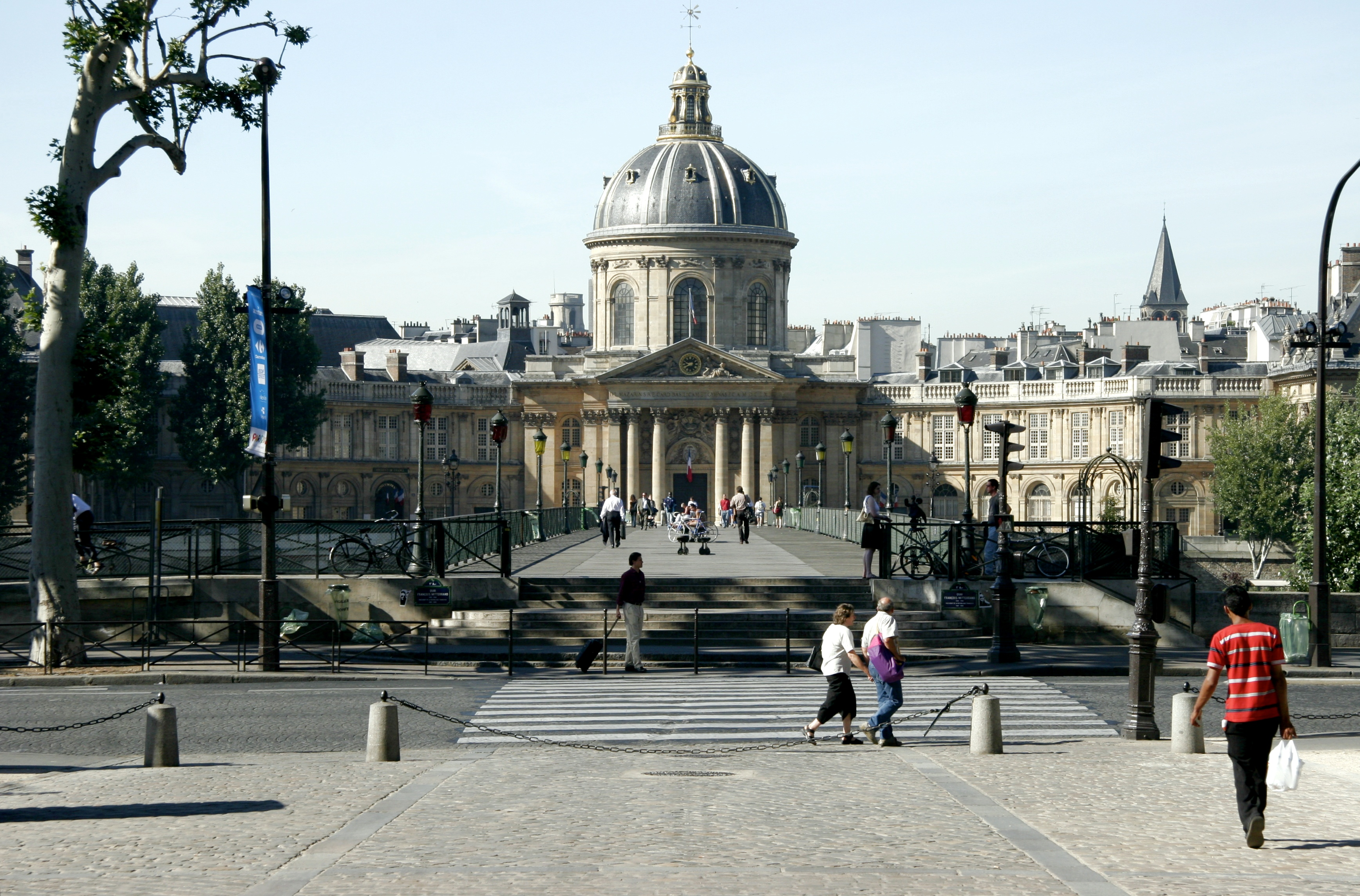
Institut de France depuis le Musée du Louvre face au Pont des Arts.

Lucas succède à Pierre-Louis Roederer au fauteuil 4 de l’Académie des sciences morales et politiques en 1836. Il obtient 10 voix contre 6 à Alexis de Tocqueville, puis 13 contre 8. En 1890, René Bérenger (1830-1915) lui succèdera.
En 1836, Charles Lucas est président du Conseil (organisé par lui) des inspecteurs généraux des prisons. Lucas va consacrer sa carrière et sa vie à trois grandes réformes : l’abolition de la peine de mort ; la théorie de l’emprisonnement préventif, répressif et pénitentiaire ; et enfin la civilisation de la guerre.[Quoi ?]
Son militantisme s’exprime dans son activité administrative mais aussi et surtout dans de multiples communications, pétitions et articles qui jalonnent plus d’un demi-siècle de débats.
En 1853, il est président du Conseil des inspecteurs généraux des services administratifs au ministère de l’Intérieur. Il poursuit toute sa vie son activité abolitionniste, multipliant pétitions et articles, s'intéressant à l'évolution des législations étrangères, nouant des contacts dans toute l'Europe avec les souverains et ministres sensibles à ses arguments.
Pour appuyer et rendre praticable cette abolition, Lucas va s'intéresser aux moyens de remplacer la peine de mort dans le système pénal. Alors que les milieux juridiques et politiques de l'époque privilégient l'imitation du système anglais de transportation pénale, Lucas préconise lui l'emprisonnement. C'est dans cette optique qu'il va s'intéresser au monde des prisons et proposer une réforme globale du système pénitentiaire.
Charles Lucas est à l'origine de la création de nombreuses maisons correctionnelles, notamment l’établissement du Val d'Yèvre, à Saint-Germain-du-Puy qui doit son origine et sa prospérité à Lucas[réf. non conforme].

### Fin de sa vie
En 1865, Charles Lucas, atteint de cécité, cesse son activité professionnelle. Il continue néanmoins à suivre activement l’évolution des institutions pénitentiaires, rédigeant brochures et articles, participant aux grands congrès pénitentiaires et aux Commissions officielles. Cette année-là, il présente à l'Institut de France un important compte rendu sur le programme, l'importance et les résultats du mouvement abolitionniste en Europe.
En 1867, il dépose une nouvelle pétition au Sénat, pour la suppression de l'exécution publique des condamnés à mort. En 1875, il est nommé au Conseil supérieur des prisons. En 1877, il est invité à présider, comme doyen de la réforme pénitentiaire, la séance d’installation de la Société générale des prisons. Il y présente le mouvement progressif de cette réforme pendant les 50 années où il l'a soutenue.
À la fin de sa vie, Lucas se tient pourtant en retrait devant les nouvelles orientations de la criminologie, et surtout devant l’anthropométrie. Il dénonce notamment la généralisation de la photographie pour ficher les détenus dans les prisons, considérant cela comme une atteinte à la dignité des personnes.
Charles Lucas meurt à Paris en 1889. Il a été promu au grade de commandeur de la Légion d'honneur, en reconnaissance de ses services administratifs[réf. non conforme].

## Vie familiale
Le 19 avril 1842, à Saint-Éloy-de-Gy, Charles Lucas épouse, en secondes noces, Caroline Rogeard (1823-1895), fille de Nicolas Rogeard et de Sophie Goüin (1799-1881). Ils eurent :
- Charles-René, avocat à la Cour d'Appel de Bourges (1895), marié à Rachel Maréchal ;
- Cécile (1845-1914) qui se marie avec Henri Cochon de Lapparent en février 1865 ;
- Georges-Antoine-Nicolas (1844- ?).

## Œuvres
- De la réforme des prisons ou de la théorie de l’emprisonnement, (1836-1838) ;
- De l'emprisonnement individuel sous le rapport sanitaire et des attaques contre lui ;
- Du système pénal et du système répressif en général, de la peine de mort (1826) ;
- Du système pénitentiaire en Europe et aux Etats-Unis (1834) ;
- Exposé de l'état de la question pénitentiaire en Europe et aux États-Unis, suivi d’observations de Tocqueville ;
- Appendice à la théorie de l'emprisonnement, ou Réponse aux écoles opposantes en général, et à l'école pennsylvanienne en particulier ; suivi de Quelques mots sur la réforme des prisons de la France ;
- Conclusion générale de l'ouvrage sur le Système pénitentiaire en Europe et aux États-Unis ; suivie de la Deuxième pétition aux Chambres sur la nécessité de l'adoption du système pénitentiaire.